# Till Dembeck
Till Dembeck (* 1976) ist Germanist und Professor für Neuere Deutsche Literaturwissenschaft an der Universität Luxemburg.

## Leben
Till Dembeck erlangte sein Abitur 1996 nach dem Besuch des Gymnasiums Johanneum in Lüneburg. Er studierte 1996–2000 Germanistik, Mathematik und Philosophie an der Universität Bonn und erwarb dort den Magister-Grad. Daran schlossen sich Studienaufenthalte an der University of Washington (Department of Germanics, auf Basis eines Fulbright-Stipendiums) sowie der Universität Freiburg (Fakultät für Mathematik) an. 2003–2006 war Dembeck DFG-Stipendiat des von Günter Oesterle geleiteten Graduiertenkollegs „Klassizismus und Romantik im europäischen Kontext“ der Universität Gießen. Seine Promotion erfolgte 2007 an der Universität Siegen.
In den Jahren 2007–2009 arbeitete Dembeck als wissenschaftlicher Mitarbeiter an der Universität Mainz. Danach ging er für zwei Jahre als Visiting Lecturer an die Universität Lettlands und leitete zugleich das DAAD-Büro in Riga. 2011 wechselte er als wissenschaftlicher Mitarbeiter an die Universität Luxemburg. Seit 2017 hat er im dortigen Department of Humanities eine Professur für Neuere deutsche Literatur und Mediendidaktik inne und leitet das Institut für deutsche Sprache, Literatur und Interkulturalität. Als Gastprofessor lehrte er 2019 an der Universität Innsbruck, 2024 an der Universität Basel.

## Forschung
Ein Forschungsschwerpunkt Till Dembecks besteht in Paratext-Theorie und -Analyse. An die Konzeption Gérard Genettes anknüpfend, setzt er in seiner Dissertationsschrift Texte rahmen: Grenzregionen literarischer Werke im 18. Jahrhundert literarische Paratexte als Rahmen im Sinne der Parergonalitätstheorie von Jacques Derrida an, zieht aber auch weitere Rahmenbegriffe (Goffman, Stoichiță u. a.) heran. Unter diesen Vorzeichen untersucht er „das Verhältnis von literarischem Text und paratextuellem Rahmen (Titel, Vorwort, Fußnoten usw.). (…) Hier finden im 18. Jahrhundert entscheidende Verschiebungen statt: Zunehmend wird der Rahmen zur Erzeugung einer inneren, ästhetischen Werkeinheit genutzt.“ Näherhin ist sein Argument, dass rahmende Paratexte in der Zeit der Aufklärung, des Klassizismus und der Romantik – statt sich extrinsisch auf eine vorauszusetzende metaphysische und soziale Ordnung zu beziehen – zunehmend einen intrinsisch begründeten Charakter annehmen. Dieses Argument führt er in Analysen von Wielands Geschichte des Agathon, Sternes Tristram Shandy und von Romanen Jean Pauls im Einzelnen durch.
In seinem Buch Der Ton der Kultur: Lyrik und Sprachforschung im 19. Jahrhundert entwickelt Dembeck einen Kulturbegriff, der auf die Distinktion „mit kleinen, aber bedeutsamen Unterschieden“ in der Aussprache abstellt. Nach dem Modell des Schibboleth regeln solche kleinen Unterschiede in der Wahrnehmung von Wortklang und Sprachlaut kulturelle Inklusion und Exklusion. Der Ton der Kultur untersucht die Inszenierung und Wahrnehmung entsprechender „sprachlautlicher Bedeutsamkeit“ im langen 19. Jahrhundert in zwei Bereichen: einerseits in der Lyrik (von Klopstock bis zum Dadaismus); andererseits in der akademischen Sprachforschung (von Herder bis zu de Saussure). Zwischen beiden Diskurssträngen „zeigen sich, teils überraschend, weitreichende Parallelen“.
Ein weiteres Forschungsinteresse, dem Dembeck eine Reihe von Abhandlungen gewidmet hat, bezieht sich auf die Mehr- bzw. Vielsprachigkeit literarischer Texte („Mehrsprachigkeitsphilologie“). Statt die Einsprachigkeit von literarischen Werken als Normalfall vorauszusetzen, soll umgekehrt für jeden Text zu fragen sein, wie er konkret mit der immer schon gegebenen Vielfalt sprachlicher Ausdrucksmöglichkeiten umgeht. Nur so lässt sich Dembeck zufolge einerseits dem Imperativ der Philologie gerecht werden, singulären Sprachgebrauch zu untersuchen (i. S. v. Peter Szondis Traktat über philologische Erkenntnis), und andererseits der vom Russischen Formalismus formulierten Annahme entsprechen, dass literarischer Sprachgebrauch durch Verfahren der „Verfremdung“ geprägt ist (i. S. v. Viktor B. Šklovskijs Kunst als Verfahren).
Till Dembeck ist Mitglied der Friedrich Schlegel-Gesellschaft. Er fungiert als Mitherausgeber der Zeitschrift für interkulturelle Germanistik und gehört als Gründungsmitglied dem Board des Journal of Literary Multilingualism an.

## Schriften (Auswahl)

### Monografien
- Texte rahmen. Grenzregionen literarischer Werke im 18. Jahrhundert (Gottsched, Wieland, Moritz, Jean Paul). De Gruyter, Berlin 2007, ISBN 978-3-11-019602-3.
- Der Ton der Kultur. Lyrik und Sprachforschung im 19. Jahrhundert. Wallstein, Göttingen 2023, ISBN 978-3-8353-5466-1.

### Herausgeberschaften
- Textbewegungen 1800/1900. Hrsg. mit Matthias Buschmeier. Königshausen & Neumann, Würzburg 2007, ISBN 978-3-8260-3271-4.
- Philister. Problemgeschichte einer Sozialfigur der neueren deutschen Literatur. Hrsg. mit Remigius Bunia, Georg Stanitzek. Akademie, Berlin 2011, ISBN 978-3-05-005266-3.
- Dank sagen. Politik, Semantik und Poetik der Verbindlichkeit. Hrsg. mit Natalie Binczek u. a. Fink, Paderborn 2013, ISBN 978-3-7705-5669-4.
- Handbuch Medien der Literatur. Hrsg. mit Natalie Binczek, Jörgen Schäfer. De Gruyter, Berlin/New York 2013, ISBN 978-3-11-020493-3.
- Philologie und Mehrsprachigkeit. Hrsg. mit Georg Mein. Winter, Heidelberg 2014, ISBN 978-3-8253-6152-5.
- Friedrich Schlegel und die Kulturpolitik der Romantik (Themenschwerpunkt). In: Athenäum. Jahrbuch der Friedrich Schlegel-Gesellschaft 25 (2015), ISSN 2629-9593.
- Literatur und Mehrsprachigkeit. Ein Handbuch. Hrsg. mit Rolf Parr. Narr Francke Attempto, Tübingen 2017, ISBN 978-3-8233-6911-0.
- Ichtexte. Beiträge zur Philologie des Individuellen. Hrsg. mit Christopher Busch, Maren Jäger. Schöningh, Paderborn 2019, ISBN 978-3-506-72713-8.
- Mapping Multilingualism in 19th Century European Literature / Le plurilinguisme dans les littératures européennes du XIXe siècle. Hrsg. mit Olga Anokhina, Dirk Weissmann. LIT, Münster 2019, ISBN 978-3-643-91098-1.
- Medienwissenschaften und Mediendidaktik im Dialog. Zum Status Quo von Medienbildung im Deutschunterricht. Hrsg. mit Jennifer Pavlik. Erich Schmidt, Berlin 2021, ISBN 978-3-503-19904-4.

### Aufsätze
- Schibboleth / Sibboleth: Phonographie und kulturelle Kommunikation um 1900. In: LiLi. Zeitschrift für Literaturwissenschaft und Linguistik, H. 142: Medienmentalitäten (2006), ISSN 0930-3685, S. 43–68.
- Kulturpolitik und Totalitarismus. Zur deutschen Romantik. In: Merkur 66.2 (Februar 2012), ISSN 0026-0096, S. 170–176.
- Laut geben. Lyrische Kulturpolitik bei Heine und von Droste-Hülshoff. In: Engagement. Konzepte von Gegenwart und Gegenwartsliteratur. Hrsg. von Jürgen Brokoff, Ursula Geitner, Kerstin Stüssel. V&R unipress, Göttingen 2016, ISBN 978-3-8471-0256-4 S. 105–141.
- Multilingual Philology and Monolingual Faust. Theoretical Perspectives and a Reading of Goethe’s Drama.  In: German Studies Review 41.3 (2018), ISSN 0149-7952, S. 567–588.
- Poetik des Rahmens. In: Grundthemen der Literaturwissenschaft: Poetik und Poetizität. Hrsg. von Ralf Simon. De Gruyter, Berlin 2021, ISBN 978-3-11-076465-9, S. 559–574.
- Die Mehrsprachigkeit der Prosa. Ein Kapitel aus ‚Finnegans Wake‘. In: Prosa: Theorie, Exegese, Geschichte. Hrsg. von Sina Dell’Anno u. a. De Gruyter, Berlin/Boston 2021, ISBN 978-3-11-073701-1, S. 345–373.